# Pandemia di COVID-19 in California

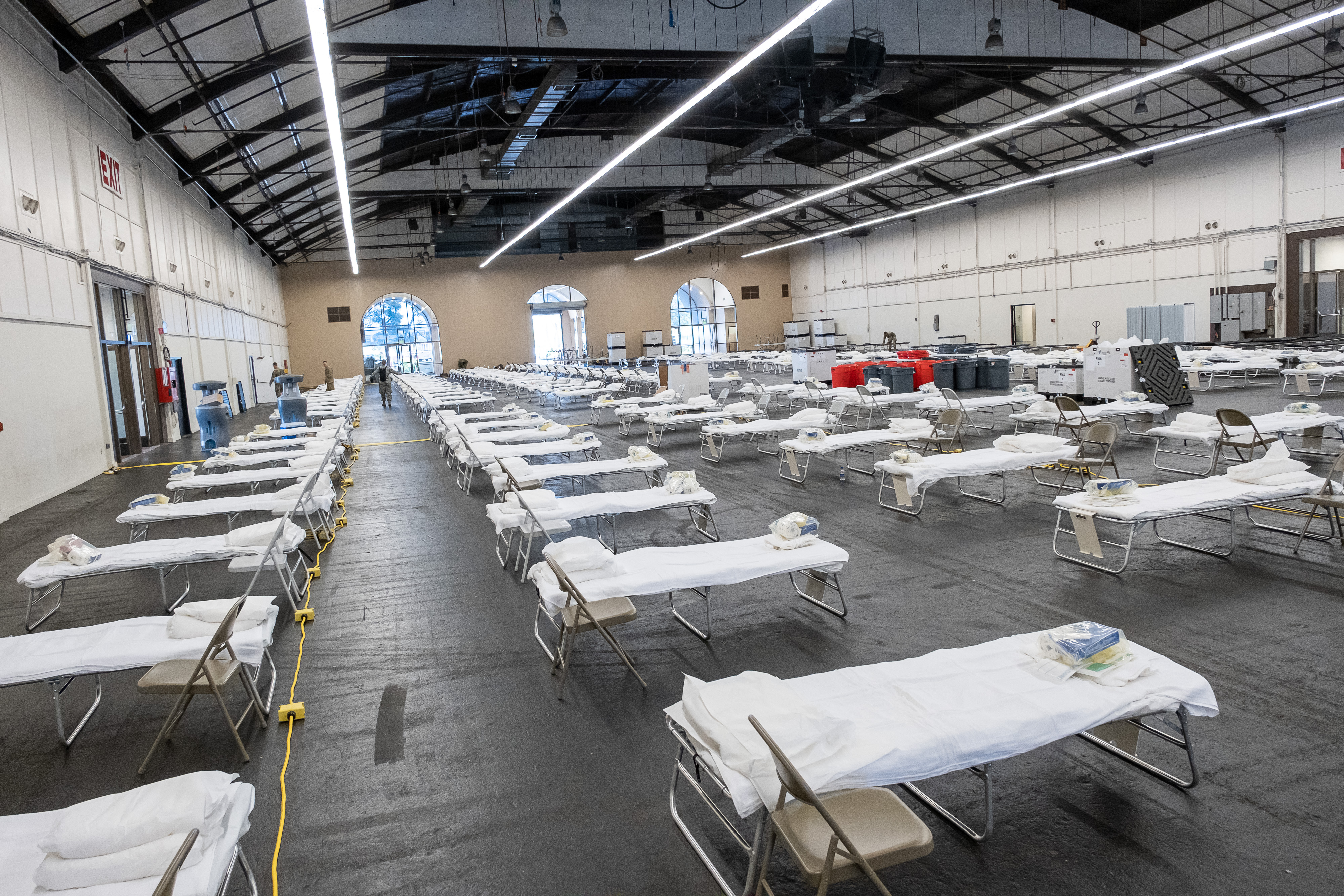
Stazione medica federale, Centro eventi della contea di San Mateo.

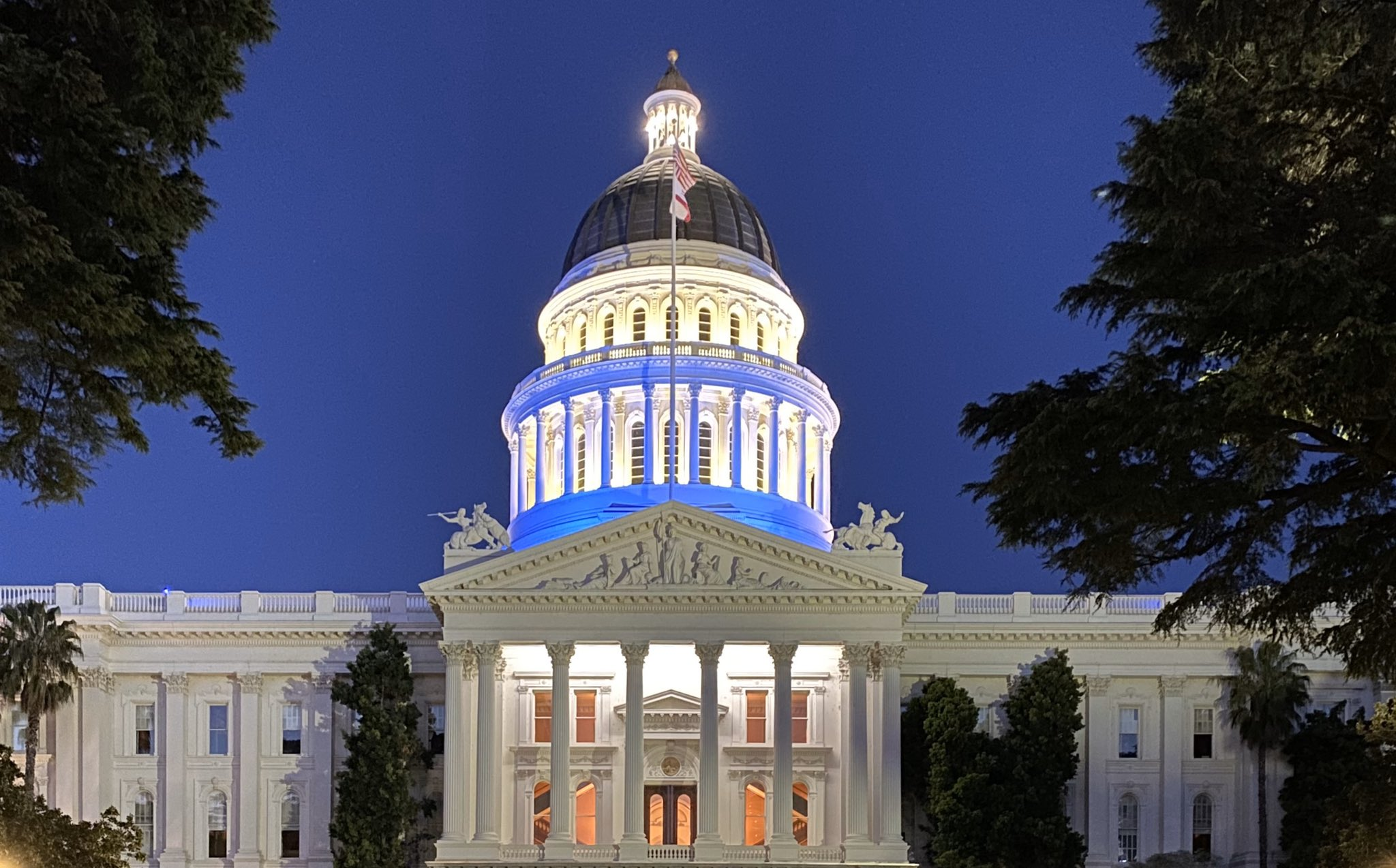
Il Campidoglio di Sacramento illuminato di blu per gli operatori sanitari durante la pandemia di COVID-19.

Il primo caso relativo alla pandemia di COVID-19 in California, negli Stati Uniti è stato confermato il 26 gennaio 2020. Dal 4 marzo 2020 è in vigore uno stato di emergenza. Il 19 marzo è stato emesso un ordine di soggiorno obbligatorio in tutto lo stato. A partire dal 7 dicembre 2020, il Dipartimento della sanità pubblica della California (CDPH) ha riferito 1.366.435 casi confermati e 19.935 decessi nello stato.
Al 28 settembre 2020, la California ha il maggior numero di casi confermati negli Stati Uniti e il 25° numero più alto di casi confermati pro capite. Ha il quarto conteggio più alto di decessi legati al virus e il 25º conteggio più alto di decessi pro capite.
Il 9 agosto 2020, la dott.ssa Sonia Y. Angell ha rassegnato le dimissioni da Direttore CDPH e Funzionario statale per la salute pubblica. Il governatore Gavin Newsom ha indicato che le dimissioni di Angell erano legate a problemi di dati con il sistema CalREDIE (California Reportable Disease Information Exchange) che ha portato a quasi 300.000 risultati dei test COVID-19 registrati. Il 10 agosto 2020, Sandra Shewry è stata nominata direttrice ad interim e la dott.ssa Erica Pan, epidemiologa dello stato della California, è stata nominata funzionaria statale della sanità pubblica.
Il 26 ottobre 2020, San Francisco e Oakland hanno eliminato gradualmente il sistema di test COVID-19 della società sorella di Google Verily in seguito alle preoccupazioni sulla privacy dei dati dei pazienti e ai reclami sul suo finanziamento, che nonostante l'intenzione di aumentare i test nei quartieri neri e latini a basso reddito ne stavano beneficiando residenti ad alto reddito in altre comunità.
Al 30 dicembre 2020, la California ha somministrato 300.696 dosi di vaccino COVID-19, pari allo 0,76% della popolazione.
Il 5 maggio 2023, l'Organizzazione mondiale della sanità dichiara ufficialmente la fine della pandemia.

## Cronologia

### Gennaio
Il 26 gennaio, i Centers for Disease Control and Prevention (CDC) hanno confermato il primo caso in California, il terzo negli Stati Uniti. La persona, un uomo sulla cinquantina, tornato da un viaggio a Wuhan, in Cina, è stato dimesso dall'Orange County Hospital il 1º febbraio in buone condizioni per l'isolamento domiciliare. Il 31 gennaio, il CDC ha confermato il settimo caso negli Stati Uniti, un uomo della contea di Santa Clara, che si era recentemente recato a Wuhan. L'uomo si è ripreso a casa ed è stato rilasciato dall'isolamento domiciliare il 20 febbraio.
Il 29 gennaio, il Dipartimento di Stato degli Stati Uniti ha evacuato 195 dei suoi dipendenti, le loro famiglie e altri cittadini americani dalla provincia di Hubei a bordo di un volo charter diretto alla March Joint Air Reserve Basenella nella contea di Riverside.

### Febbraio
Il 2 febbraio, il CDC ha confermato il nono caso degli Stati Uniti in una donna della contea di Santa Clara, in California, che si era recentemente recata a Wuhan. Questo caso non era collegato al primo caso a Santa Clara. Lo stesso giorno, il CDC ha segnalato il decimo e l'undicesimo caso nella contea di San Benito, compreso il secondo caso di trasmissione da persona a persona.
Il 5 febbraio, gli Stati Uniti hanno evacuato 345 cittadini dalla provincia di Hubei e li hanno portati in due basi aeree in California, la Travis Air Force Base nella contea di Solano e la Marine Corps Air Station Miramar a San Diego, da mettere in quarantena per 14 giorni. Altri 8 evacuati con un volo di evacuazione del governo il 6 febbraio sono stati portati in basi in Nebraska e Texas.
Il 6 febbraio, Patricia Dowd, 57 anni, di San Jose, in California, è diventata la prima morte per COVID-19 negli Stati Uniti scoperta nell'aprile 2020. È morta a casa sua senza che si conoscano viaggi recenti all'estero dopo essere stata insolitamente malata di influenza a fine gennaio, per poi riprendersi, lavorare da casa e morire improvvisamente il 6 febbraio. Un'autopsia il 7 febbraio è stata completata in aprile (dopo il test del virus su campioni di tessuto) e ha attribuito la morte a ischemia miocardica transmurale (infarto) con un componente minore di miocardite da infezione da COVID-19. Il suo caso indica che la trasmissione comunitaria non è stata rilevata negli Stati Uniti, probabilmente da dicembre.
Il 15 febbraio, il governo ha evacuato 338 cittadini statunitensi bloccati a bordo della nave da crociera Diamond Princess, che era in quarantena a Yokohama, in Giappone. Quattordici di questi rimpatriati sono stati infettati dal virus. Altri cinque cittadini che sono stati segnalati come infetti sono stati evacuati dalla nave la settimana successiva e sono stati messi in quarantena alla base aerea di Travis; diversi altri casi tra gli sfollati furono successivamente confermati.
Il 26 febbraio è stato confermato un caso di origine sconosciuta in un residente della contea di Solano. L'UC Davis Medical Center di Sacramento ha detto che quando la persona è stata trasferita lì il 19 febbraio, il team medico sospettava che fosse COVID-19 e ha chiesto al CDC di fare un test per SARS-CoV-2. Il CDC ha inizialmente rifiutato in quanto la persona, che non aveva un'esposizione nota al virus attraverso il viaggio o lo stretto contatto con una persona infetta nota, non soddisfaceva i criteri per il test. La persona è stata finalmente testata il 23 febbraio; i risultati del test sono tornati positivi il 26 febbraio.
Dopo questo primo caso di trasmissione comunitaria negli Stati Uniti, c'è stato un caso di cui non si conosce l'origine riconosciuta nella contea di Solano, California, il CDC ha rivisto i suoi criteri per la valutazione dei pazienti con SARS-CoV-2, e a febbraio è iniziata la spedizione delle nuove linee guida per gli operatori sanitari.

### Marzo
Il 1º marzo sono stati segnalati due casi nelle contee di Alameda e Solano, in operatori sanitari del NorthBay VacaValley Hospital. I lavoratori sono stati esposti al paziente nel caso riportato il 26 febbraio nella contea di Solano.
Il 2 marzo, un residente adulto della contea di San Mateo è risultato presumibilmente positivo; sono stati messi in isolamento in un ospedale. La fonte di esposizione è stata segnalata come sconosciuta.
Il 5 marzo, il Dipartimento della salute e dei servizi umani di San Francisco ha segnalato due casi comunitari diffusi all'interno della città. I due casi non erano correlati e sono stati ricoverati in diversi ospedali di San Francisco. La contea di Yolo ha segnalato il suo primo caso, tramite trasmissione comunitaria.
Le notizie di aprile hanno indicato che la contea di Santa Clara ha iniziato un test di sorveglianza della comunità dal 5 al 14 marzo, scoprendo che l'11% dei pazienti che hanno avvertito sintomi respiratori non influenzali erano stati infettati da coronavirus. Come conseguenza di questi risultati, la Contea ha iniziato a emanare politiche di distanziamento sociale sempre più aggressive, a partire dal 9 marzo.

### Giugno

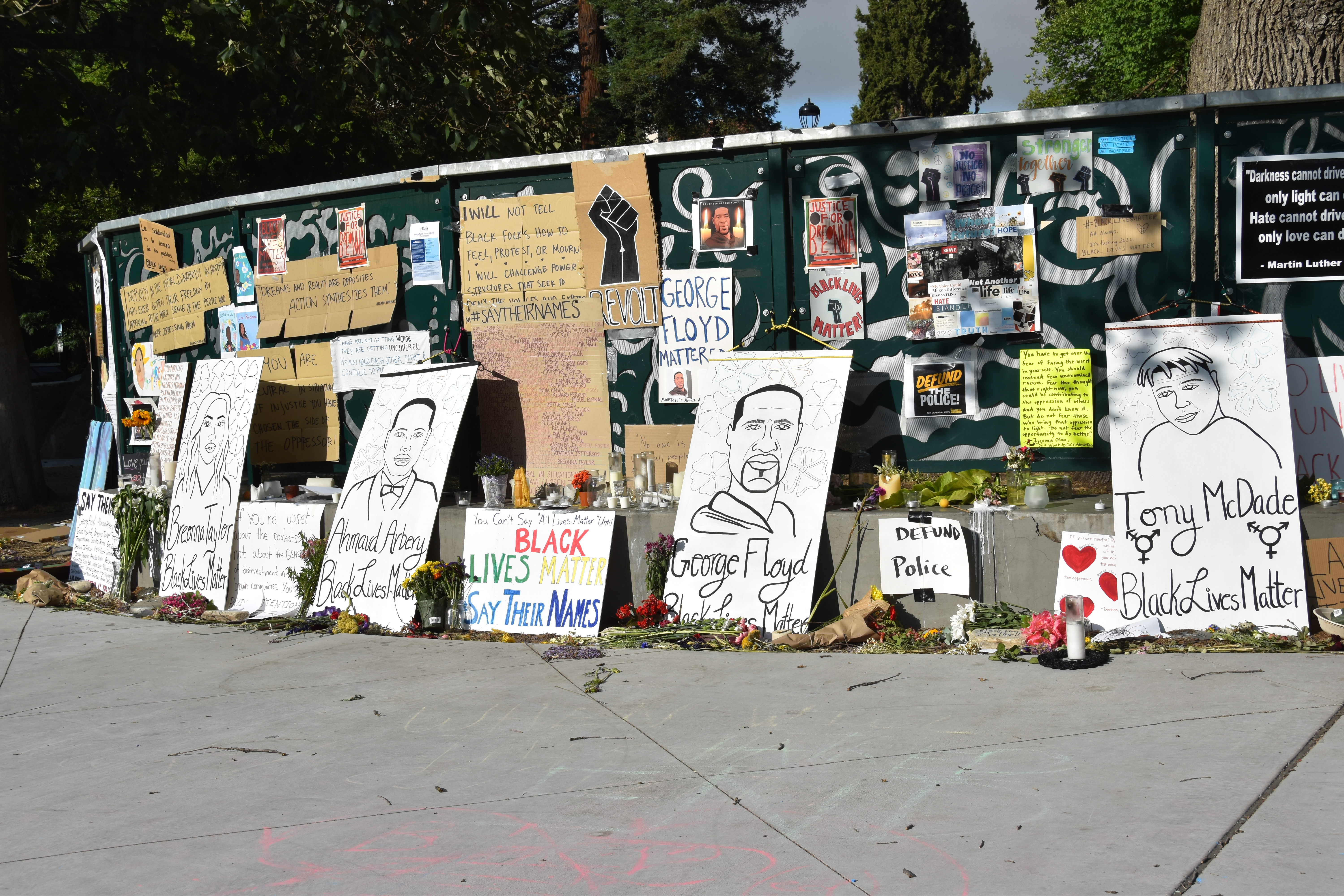
Black Lives Matter Memorial a Davis.

Il 21 giugno 2020, il numero di casi ha superato il numero di casi del New Jersey.
Il 24 giugno 2020, è stato annunciato un record di 7.194 casi con 4.095 ricoveri.
Il 26 giugno, il governatore Gavin Newsom si è detto "impegnato a intervenire" se i funzionari della contea di Imperial non reimposteranno gli ordini di soggiorno nella regione di confine messicana, dove i tassi positivi erano in media del 23%, mentre la media nazionale è stata del 5,7%.
Il 28 giugno, il governatore Gavin Newsom ha ordinato la chiusura dei bar in sette contee: Los Angeles, Fresno, Kern, San Joaquin, Tulare, Kings e Imperial.

## Risposta del governo
Il 27 febbraio, il governatore della California Gavin Newsom ha annunciato che lo stato era limitato nei test per il nuovo coronavirus poiché aveva solo 200 kit di test.
Il 12 marzo, il governatore Newsom ha annunciato che le riunioni di massa (più di 250 persone) e le riunioni sociali (più di 10 persone) sono state vietate fino alla fine di marzo. Ha anche emesso un ordine per consentire allo Stato di comandare hotel e strutture mediche per curare i pazienti affetti da coronavirus.
Il 15 marzo, il governatore Newsom ha chiesto la chiusura volontaria dei bar e l'autoisolamento a casa per coloro che hanno 65 anni e più, così come quelli a rischio a causa delle condizioni sottostanti. Il 16 marzo, i funzionari sanitari delle contee di Alameda, Contra Costa, Marin, San Francisco, San Mateo e Santa Clara hanno annunciato, insieme alla città di Berkeley, un ordine legale che ordinava ai rispettivi residenti di rimanere sul posto per tre settimane a partire dalla mezzanotte di marzo. Dal 17 al 7 aprile per rallentare la diffusione di COVID-19. L'ordine limitava le attività, i viaggi e le attività commerciali ai bisogni più essenziali.

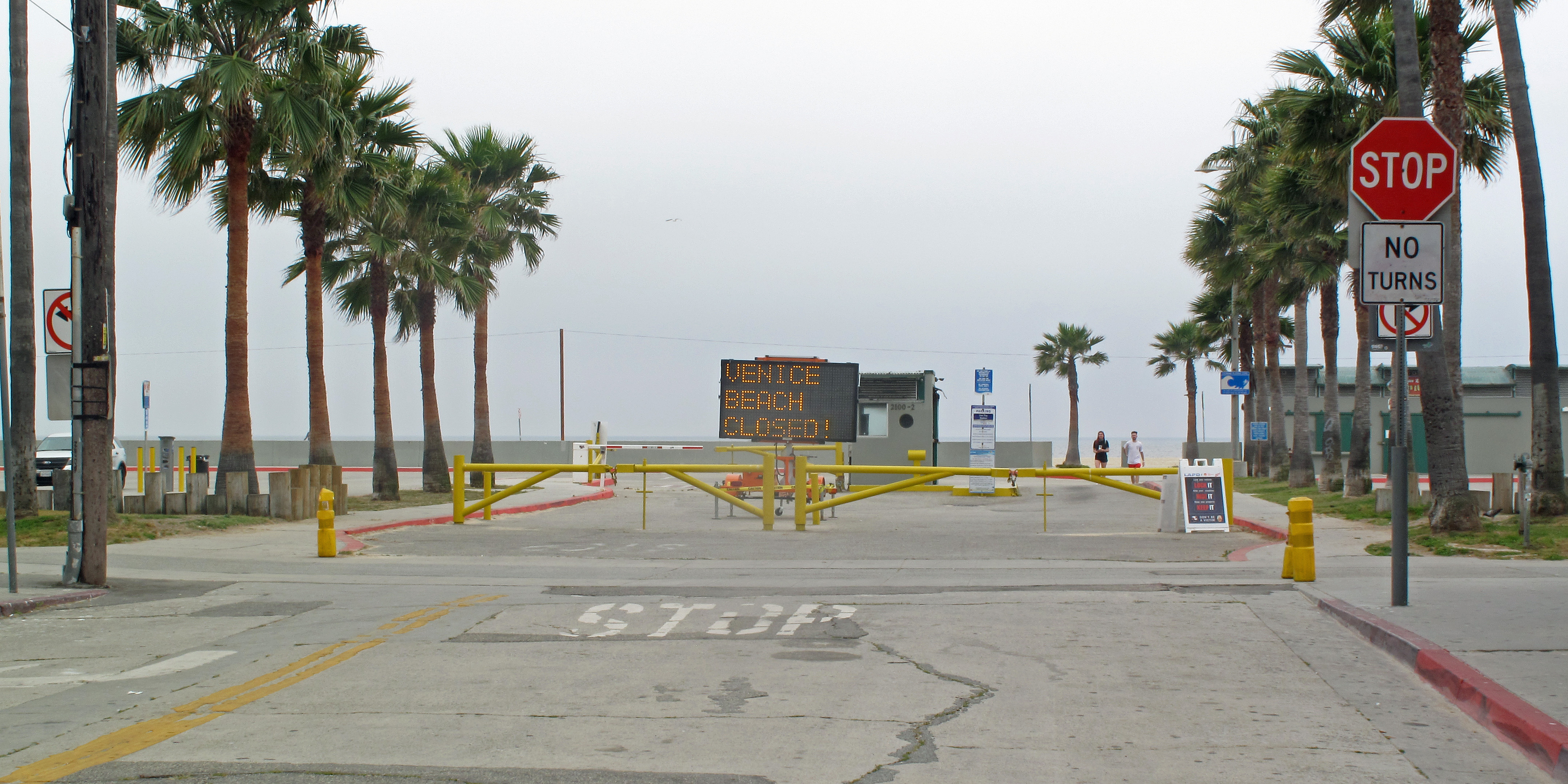
Insegna elettronica a Venice Beach "Venice Beach Closed", recentemente installata alla fine di Venice Boulevard, Los Angeles.

Il 1º aprile, il governatore Newsom ha annunciato di aver ordinato la chiusura di tutte le scuole pubbliche e private per il resto dell'anno accademico 2019-2020, comprese tutte le istituzioni di istruzione superiore, e ha ordinato a tutte le scuole di "fare ogni sforzo nel rafforzare la loro offerta di istruzione attraverso l'apprendimento a distanza". Il sistema dell'Università della California ha annunciato che sospenderà temporaneamente l'uso di test standardizzati per l'ammissione nell'autunno del 2021 e ha sospeso i requisiti di qualifica per le lettere AG per i corsi completati in inverno, primavera ed estate 2020.
Il 6 maggio, il governatore Newsom ha firmato un ordine esecutivo per estendere la compensazione dei lavoratori a tutti i lavoratori che hanno contratto il COVID-19 durante l'ordine statale di soggiorno a casa. Questo ordine doveva essere retroattivo a partire dal 19 marzo, quando è stato emesso l'ordine statale di soggiorno a domicilio. Il governatore Newsom ha anche firmato un ordine esecutivo che esenta le sanzioni fiscali sulla proprietà per i residenti e le piccole imprese che sono state colpite negativamente dalla pandemia.

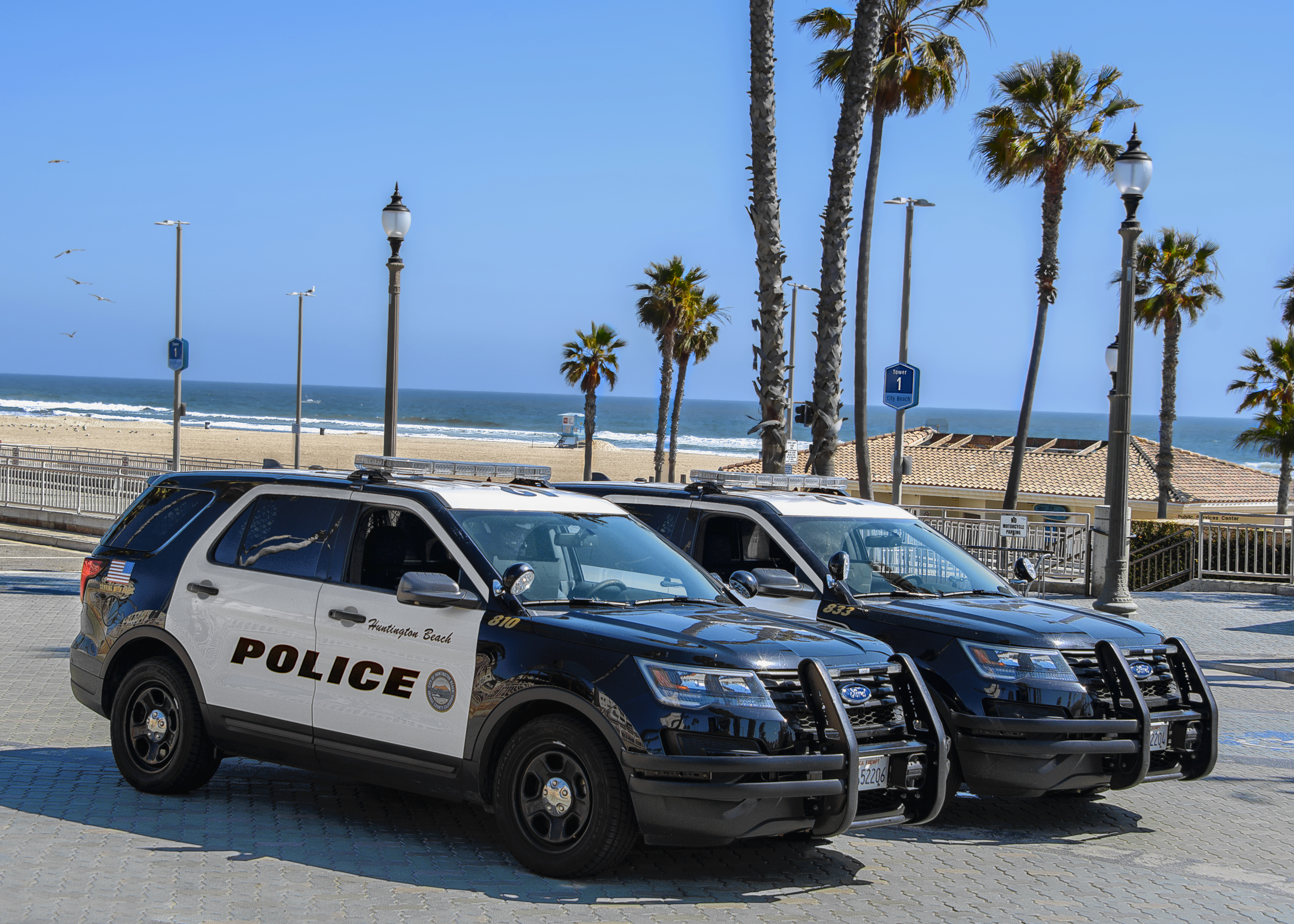
Huntington Beach, la polizia blocca l'ingresso a Huntington Beach tenendo fuori i bagnanti a causa della chiusura di tutte le spiagge della contea di Orange, da parte del governatore Gavin Newsom.

Il 7 maggio, il governatore Newsom ha annunciato che lo stato si stava spostando alla fase 2 della sua tabella di marcia per la riapertura in quattro fasi. La fase 2 consente la riapertura di alcuni settori economici a basso rischio, a condizione che siano in atto misure di sicurezza significative.
Il 18 giugno, il Dipartimento della salute pubblica della California ha pubblicato una guida universale per l'uso della mascherina. Le contee possono seguire questa guida per richiedere l'uso di rivestimenti in tessuto per il viso da parte di tutti gli individui di età superiore ai 2 anni in tutti gli ambienti pubblici interni e negli ambienti esterni quando il distanziamento sociale non è possibile. Sono concesse deroghe per ristoranti (se viene mantenuto il distanziamento sociale), detenuti e persone con condizioni mediche specifiche che ne impediscono l'uso. Newsom ha affermato che "la scienza mostra che le coperture per il viso e le mascherine funzionano".
Alla fine di giugno, il The New York Times ha osservato un "allarmante aumento dei casi" in California che ha costretto il governatore Gavin Newsom a revocare la riapertura in diverse contee.